# Pérignac, Charente
Pérignac là một xã thuộc tỉnh Charente trong vùng Nouvelle-Aquitaine tây nam nước Pháp. Xã này có độ cao trung bình 182 mét trên mực nước biển. Dân số năm 1999 là 485 người.